# Xenoglossia

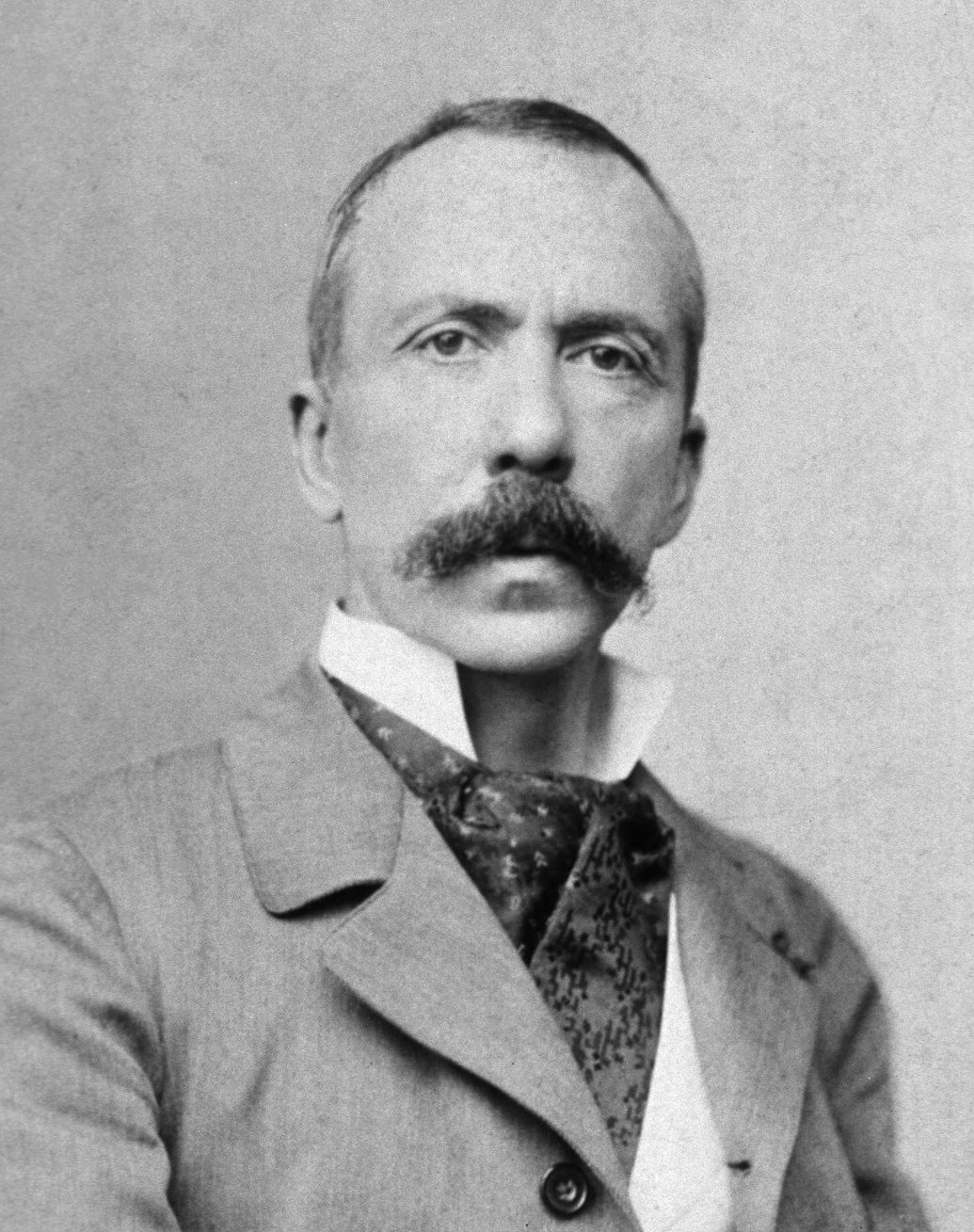
O parapsicólogo francês Charles Richet cunhou o termo xenoglossia em 1905.

Xenoglossia (do grego xen(o) (ξένος) = estranho, estrangeiro + gloss(o) (γλῶσσα) = língua) consiste no ato de falar, de forma supostamente espontânea, em língua ou línguas, que não foram previamente aprendidas. Apesar de importante no contexto de algumas religiões, não há nenhuma evidência cientificamente admissível que apoie qualquer um dos alegados casos de xenoglossia.
É também um suposto fenômeno metapsíquico no qual uma pessoa seria capaz de falar idiomas que nunca aprendeu, como, por exemplo, uma pessoa começar a falar alemão fluentemente sem nunca ter aprendido alemão, ser alemão ou conviver com alemães.

## Explicações
Conforme Ernesto Bozzano, pesquisador da metapsíquica, informa, na Introdução de seu livro Xenoglossia, o termo foi criado pelo fisiologista Charles Robert Richet para identificar o suposto fenômeno segundo o qual pessoas falam em línguas que eles e, geralmente, o público presente ignoram, porém que se tratam de línguas existentes hoje ou que existiram no passado.[carece de fontes?]
A necessidade de criação do termo foi devida ao termo glossolalia, então já existente, não ter a restrição de a língua falada ou escrita no fenômeno observado ser uma língua real, existente hoje ou no passado.[carece de fontes?]

## No cristianismo
Diz o livro bíblico dos Atos dos Apóstolos, em seu capítulo 2, versículos de 1 a 4, que, no dia de Pentecostes, 10 dias depois de Cristo ascender ao céu, por cerca de 30 d.C, os 11 apóstolos restantes (Judas Iscariotes tinha-se suicidado) e mais Matias (o novo 12.º apóstolo) estavam reunidos num cenáculo quando, de repente, veio um som como de um vento forte e línguas de fogo pousaram sobre eles e então ficaram todos cheios do Espírito Santo, começando a falar em outras línguas, conforme o mesmo Espírito lhes concedia que falassem. Nascia aí o cristianismo e a manifestação do fenômeno da xenoglossia nele, fenômeno este que viria a se repetir em outras ocasiões durante os primeiros séculos de existência do cristianismo mas que seria quase esquecido ao longo dos séculos, tendo sido, entretanto, visto como frequente na história de alguns santos e outras pessoas.
Hoje em dia, devido ao surgimento dos movimentos pentecostais, nos protestantes (pentecostalismo) e correntes religiosas como a Renovação Carismática Católica, não há a manifestação desse fenômeno, e sim o da Glossolalia, que é totalmente distinto do que ocorreu em Pentecostes. Em alguns casos, em igrejas protestantes neopentecostais e variantes do gênero, existem um fenômeno semelhante a interpretes do "idioma" ( ou "línguas estranhas", como é popularmente conhecido pelos fiéis), onde certos poucos tem o dom da interpretação de línguas. Esses que possuem o dom, decifram a "mensagem" e transmitem para o restante dos fiéis.

## NaCodificação Espírita
A xenoglossia é abordada no Livro dos Médiuns, capítulo XIX, item 223:
15. Os Espíritos só têm a linguagem do pensamento, não a articulada, e portanto usam apenas uma língua. Assim, um Espírito poderia exprimir-se por via mediúnica numa língua que nunca falara quando vivo. Nesse caso, de onde tira as palavras que emprega?
"Já respondeste a pergunta por ti mesmo, ao dizer que os Espíritos só tem uma língua, que é a do pensamento. Todos compreendem essa língua, tanto os homens como os Espíritos. Ao dirigir-se ao Espírito encarnado do médium, o Espírito errante não fala em francês nem em inglês, mas na língua universal do pensamento. Para traduzir as suas ideias numa linguagem articulada, transmissível, e ele utiliza as palavras do vocabulário do médium."
16. Se for assim, o Espírito só deveria exprimir-se na língua do médium, mas sabe-se que escreve em línguas que lhe são desconhecidas. Não há nisso uma contradição?
"Observe-se primeiro que nem todos os médiuns são igualmente aptos a esse gênero do exercício. Em seguida, que os Espíritos só se prestam a ele acidentalmente, quando julgam que isso pode ser útil. Para as comunicações usuais, de certa extensão, preferem servir-se de uma língua familiar ao médium, que lhes apresenta menos dificuldades materiais a superar."
17. A aptidão de certos médiuns para escreverem numa língua estranha não provém do fato de a terem usado noutra existência, conservando-a na atual em forma intuitiva?
"Certamente isso pode acontecer, mas não é uma regra. O Espírito pode, com algum esforço, superar momentaneamente a resistência material. É o que se verifica quando o médium escreve, na sua própria língua, palavras que não conhece."
E no capítulo XVI do Livro dos Médiuns, lê-se: "Médiuns poliglotas: os que têm a faculdade de falar ou escrever em línguas que lhes são desconhecidas. Muito raros."

## Alguns casos estudados
Um dos mais famosos casos supostamente autênticos de xenoglossia é o de Íris Farczády, uma mulher húngara que em 1933, aos 16 anos, teria repentinamente sofrido uma mudança drástica de personalidade, reivindicando ser "Lúcia renascida", uma trabalhadora espanhola de 41 anos que teria morrido naquele ano. Assumindo a personalidade "Lúcia", Íris teria passado a falar espanhol fluentemente - uma linguagem que ela aparentemente nunca tinha aprendido - e supostamentepassado a não conseguir entender qualquer outro idioma. Ela teria permanecido como "Lúcia" desde então, e em 2005, pesquisadores da Society for Psychical Research constataram que ela ainda considerava que Íris foi uma pessoa diferente, que teria deixado de existir em 1933.
O psiquiatra Ian Stevenson, que chefiou o Departamento de Psiquiatria e a Divisão de Estudos da Personalidade na Universidade da Virgínia, escreveu o livro "Unlearned Language: New Studies in Xenoglossy", em que registrou suas investigações sobre alguns casos que segundo ele sugerem a existência real do fenômeno.
O psiquiatra espírita Brian Weiss conta em seu livro "Muitos Corpos, Uma só Alma" que, aplicando a terapia de vidas passadas em pacientes, viu que alguns deles expressaram xenoglossia, o que, segundo ele, seriam provas extraordinárias da reencarnação.